# 쑨전니
쑨전니(중국어 간체자: 孙珍妮, 정체자: 孫珍妮, 병음: Sūn Zhēnnī, 한자음: 손진니, 영어: Jenny Sun, 2000년 5월 5일 ~ )은 중국의 아이돌 가수, 배우이다. 중국의 걸 그룹 SNH48 Team HⅡ의 일원이다. 그리고 연예 기획사 STAR48(丝芭传媒)의 소속 연예인이다. 또한, 유닛 그룹 Color Girls의 일원이다.